# وست برومویچ

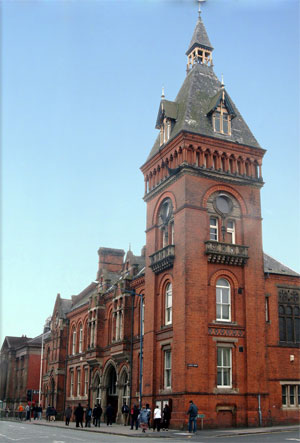
شهر وست برومویچ

وست برومویچ (به انگلیسی: West Bromwich) شهری است در انگلستان واقع در ناحیه میدلند غربی. جمعیت این شهر ۱۳۶٬۹۴۰ نفر است.